# Lukáš Došek
Lukáš Došek, né le 12 septembre 1978 à Karlovy Vary (Tchéquie), est un footballeur tchèque, qui evolue au poste de milieu de terrain au Spartak Trnava et en équipe de Tchéquie.
Došek n'a marqué aucun but lors de ses quatre sélections avec l'équipe de Tchéquie entre 2000 et 2002.
Il est le frère jumeau de Tomáš Došek.

## Carrière
- 1997-1999 : FC Viktoria Plzeň
- 1999-2005 : SK Slavia Prague
- 2005-2006 : Sportfreunde Siegen
- 2006-2008 : FC Thoune
- 2008- : FC Spartak Trnava

## Palmarès

### En équipe nationale
- 4 sélections et 0 but avec l'équipe de Tchéquie entre 2000 et 2002.

### Avec le Slavia Prague
- Vainqueur de la Coupe de Tchéquie de football en 2002.